# Daughtry (албум)
Daughtry е дебютният албум на американската рок група Дотри, групата се формира и предвожда от финалиста на Американ Айдъл Сезон 5 (2006) Крис Дотри. Албумът е най-бързо продаваният дебют албум в Soundscan и най-продаваният албум на групата.

## Песни
1. It's Not Over 3:35
2. Used To 3:32
3. Home 4:14
4. Over You 3:27
5. Crashed 3:31
6. Feels Like Tonight 4:01
7. What I Want (Дует Със Слаш) 2:48
8. Breakdown 4:01
9. Gone 3:21
10. There And Back Again (Дует с Брент Смит) 3:15
11. All These Lives 3:24
12. What About Now 4:10
13. Sorry 3:41
14. Home (Acoustic) 4:13
15. Crashed (Acoustic) 3:15
16. Wanted Dead Or Alive (Jon Bon Jovi Кавър) 4:31
17. Breakdown (Live) 4:02
18. Feels Like The First Time (Foreigner Кавър) 3:24
19. It's Not Over (Live) 4:05
20. What About Now (Acoustic) 4:32